# Marie de Saint-Pol

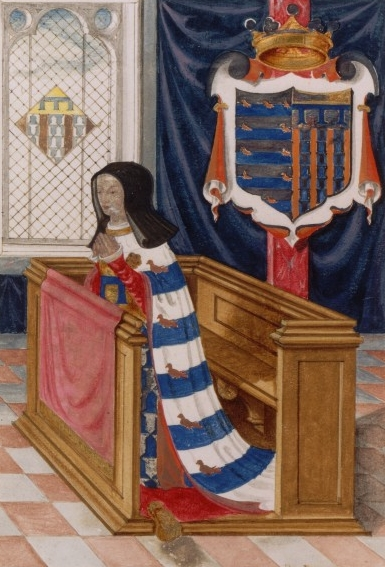
Die betende Marie de Saint-Pol. Darstellung aus dem 14. Jahrhundert

Marie de Saint-Pol, Countess of Pembroke (auch Marie de Châtillon; * um 1304; † 16. oder 17. März 1377) war eine anglo-französische Adlige.

## Herkunft und Heirat mit dem Earl of Pembroke
Marie war die vierte Tochter des französischen Grafen Guido III. von St. Pol und von dessen Frau Marie de Bretagne, einer Tochter von Herzog Johann II. von der Bretagne. Sie hatte fünf Schwestern und zwei Brüder, ihr Vater starb 1317. Über ihre Jugend ist nichts bekannt, bis sie durch Vermittlung der Könige Philipp V. von Frankreich und Eduard II. mit dem englischen Magnaten Aymer de Valence, 2. Earl of Pembroke verheiratet wurde. Der über 45-jährige, verwitwete Pembroke hatte bislang keine ehelichen Nachkommen, so dass er nach dem Tod seiner ersten Frau 1320 eine neue Frau suchte, um noch einen Erben zu bekommen. Die Heirat von Marie und Pembroke fand am 5. Juli 1321 in Paris statt. Am 28. Juli 1321 erreichte das Paar London. Dort freundete sich Marie rasch mit Königin Isabelle an, die ebenfalls aus Frankreich stammte und die mit ihr verwandt war. Obwohl Maries Mann aber einer der loyalsten Unterstützer des englischen Königs war, geriet auch er in die Machtkämpfe zwischen dem König, dessen Günstlingen und einer Adelsopposition. Er starb plötzlich am 23. Juni 1324, als er als Gesandter des englischen Königs auf dem Weg nach Paris war. Die Ehe war kinderlos geblieben. Marie betrauerte den Tod ihres Mannes und ließ für ihn ein prächtiges Grabdenkmal in Westminster Abbey errichten, dazu stiftete sie ein Fenster in der Franziskanerkirche in London.

## Streit um ihr Wittum

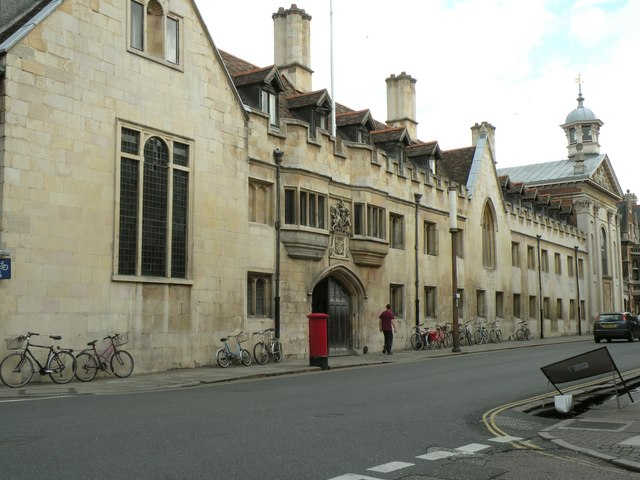
Der Haupteingang des von Marie de Saint-Pol gegründeten Pembroke College, der im Kern noch aus der Gründungszeit stammt

Obwohl ihr Mann ein reicher und mächtiger Magnat gewesen war, starb er verschuldet. Da er keine Nachkommen hinterlassen hatte, fielen seine Besitzungen an seine Neffen und Nichten, wurden jedoch zunächst vom König beschlagnahmt. Marie hatte als seine Witwe einen lebenslangen Anspruch auf ein Drittel seiner Güter, doch sie wurde nun vom König und vor allem von dessen mächtigen Günstlingen, Hugh le Despenser und dessen gleichnamigen Vater, den 1. Earl of Winchester, schikaniert. Diese waren Pembrokes Gegner gewesen, vor allem, weil er nach dem Despenser War 1321 für ihr Exil gestimmt hatte. Dazu versuchte der jüngere Despenser, Teile von Pembrokes Besitzungen in Südwales an sich zu bringen, wo er bereits ein ansehnliches Territorium aufgebaut hatte. Unter dem Einfluss seines Günstlings verweigerte der König die Begleichung von Pembrokes Schulden aus den Einkünften aus dessen beschlagnahmten Besitzungen, so dass Marie und die Testamentsvollstrecker ihres Mannes für die Begleichung der Schulden zuständig blieben. Dazu verzögerte sich die Erfassung der Besitzungen, die Pembroke bei seinem Tod besessen hatte. Marie musste auf mehrere einträgliche Vormundschaftsverwaltungen, die ihr Mann angenommen hatte, verzichten, ebenso auf ihre Rechte auf Stamford und Grantham. Erst im Winter 1324 und 1325 erhielt sie als Wittum eine Reihe von Gütern zugesprochen, aus denen sie jährliche Einkünfte von etwa £ 700 bezog. Nachdem König Eduard II. und die Despensers Ende 1326 gestürzt worden waren, tauschte Marie eine Reihe von Ländereien mit der Krone und mit ihrem Onkel John of Brittany, Earl of Richmond. Daneben hatte sie in Frankreich sowohl von ihrem Vater wie auch von Pembroke weitere Ländereien in Frankreich geerbt.

## Leben als Witwe
1327 plante Roger Mortimer, 1. Earl of March, der Regent für den minderjährigen König Eduard III., die wohlhabende Witwe mit seinem gleichnamigen Sohn zu verheiraten. Am 3. September 1327 genehmigte der König die Heirat, doch der jüngere Roger starb spätestens im August 1328, bevor die Ehe geschlossen wurde.
Marie heiratete nicht erneut und lebte zumeist in England, unter anderem auf ihren Gütern bei Cheshunt in Hertfordshire, in Fotheringhay in Northamptonshire sowie in London. Sie hatte sowohl zum englischen König Eduard III. wie auch zum französischen König Philipp VI. verwandtschaftliche Beziehungen. 1331 reiste sie im Auftrag des englischen Königs nach Frankreich, und von 1337 bis 1338 sorgte sie für dessen kleine Tochter Joan of Woodstock. Nachweislich 1325, von 1331 bis 1334, 1341 und von 1352 bis 1357 lebte sie in Frankreich. Obwohl sie in England immer als Französin galt, wurde sie sowohl während des Thronwechels von 1326 noch zu Beginn des Hundertjährigen Kriegs 1337 nicht festgenommen oder enteignet. Erst 1372 ließ der französische König Karl V. ihre Besitzungen in Frankreich beschlagnahmen.

## Tätigkeit als Stifterin
Marie war für ihre Frömmigkeit bekannt. In einem zwischen 1330 und 1340 in Paris in der Werkstatt von Jean Pucelle für sie erstellten Brevier wird sie vor der Heiligen Cäcilia kniend dargestellt. Ähnlich wie ihre enge Freundin Elizabeth de Clare tätigte sie als Witwe zahlreiche Stiftungen zugunsten von Klöstern und Ordensgemeinschaften, darunter für die Franziskanerinnenklöster von Bruisyard in Suffolk und in London. 1336 vermachte sie den Franziskanerinnen von Waterbeach in Cambridgeshire das Gut Denny. Spätestens drei Jahre später beschloss sie, das Kloster nach Denny zu verlegen, doch erst 1351 konnte sie ihr Vorhaben umsetzen. Weihnachten 1347 erhielt sie die Genehmigung des Königs, in Cambridge ein zunächst Hall of Valence Mary genanntes College zu gründen, dass schließlich Pembroke Hall und später Pembroke College genannt wurde. Sie blieb dem College bis zu ihrem Tod verbunden und kümmerte sich selbst um Detailfragen der Regeln des College. Außerdem legte sie für das College genau den Ablauf der Jahrestage für sich selbst, für ihren verstorbenen Ehemann und für ihre Eltern fest.

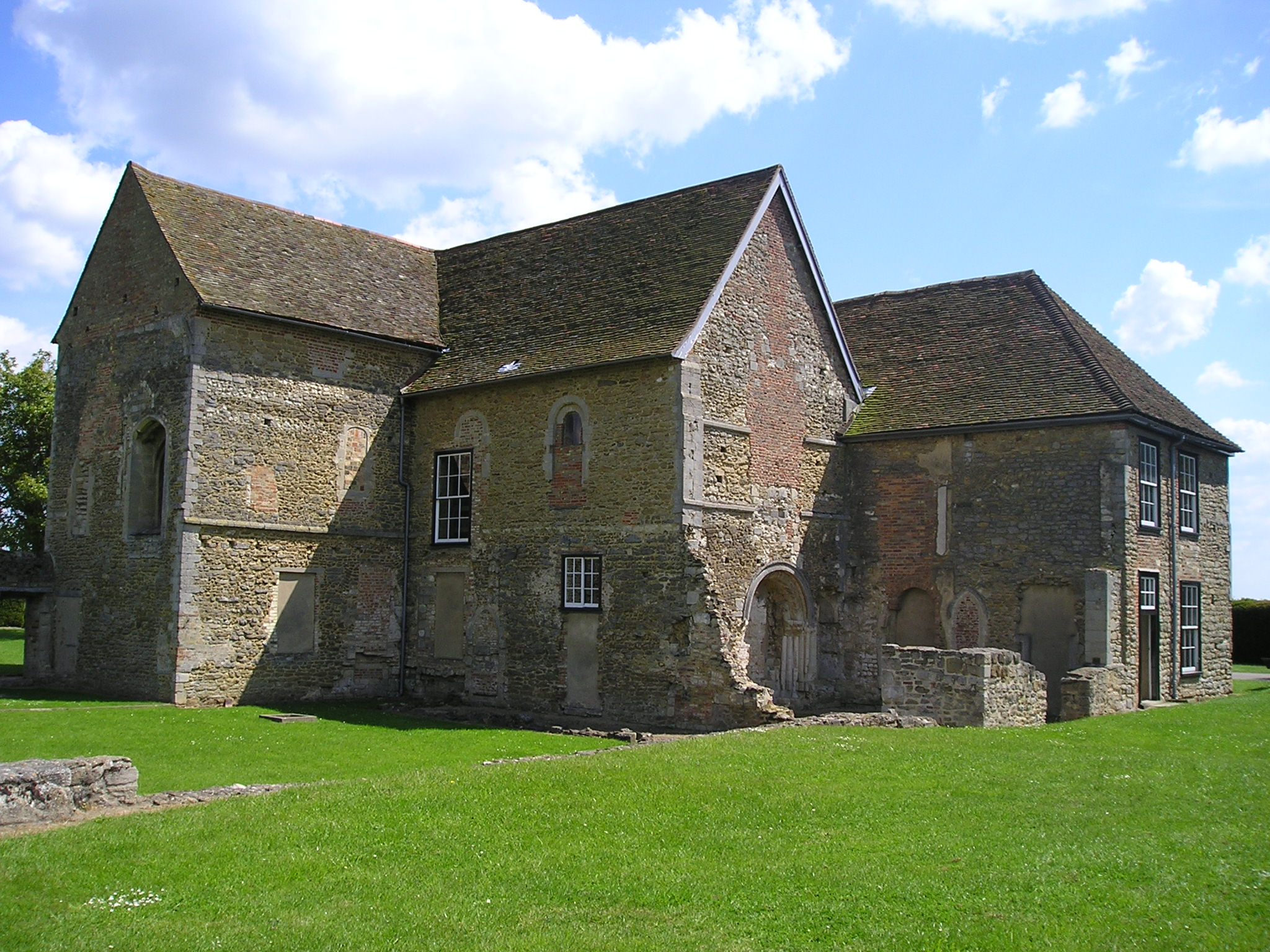
Die Reste der von Marie de Saint-Pol gegründete Denny Abbey in Cambridgeshire

## Tod und Erbe
Marie machte am 20. Februar 1377 ihr Testament, das sie am 13. März, spätestens vier Tage vor ihrem Tod, auf ihrem Gut in Great Braxted in Essex ergänzte. Gemäß ihrem letzten Willen wurde sie in Ordensgewändern im Chorraum der Prioratskirche von Denny beigesetzt. Nach ihrem Tod fielen ihre Besitzungen an die Nachfahren der Erben ihres Mannes, dies waren John Hastings, 3. Earl of Pembroke, Gilbert Talbot sowie die beiden Töchter von David (IV) Strathbogie, die beide in die Percy-Familie eingeheiratet hatten.
In Westminster Abbey erinnert seit 1992 eine Gedenktafel an sie, die ein Absolvent des Pembroke College gestiftet hat.